# Mamnoon Hussain
Mamnoon Hussain (Urdu: ممنون حسین; Agra (Brits-Indië), 23 december 1940 – Karachi, 14 juli 2021) was een Pakistaans zakenman en conservatief politicus. Tussen 2013 en 2018 was hij president van Pakistan.

## Persoonlijk leven en carrière
Hussain werd onder Brits bewind in 1940 geboren in Agra (in het hedendaagse India) in een familie van schoenhandelaren. Zijn familie verhuisde in 1949 naar Karachi (in hedendaags Pakistan), kort na de onafhankelijkheid van Pakistan. Hij kreeg thuisonderwijs, waarna hij bachelorgraad bedrijfskunde behaalde aan de Universiteit van Karachi in 1963 en een MBA aan het Institute of Business Administration in Karachi in 1965.
In eerste instantie hielp Hussain zijn ouders in het familiebedrijf, maar hij verschoof zijn werkveld naar de textiel.
Hussain overleed op 80-jarige leeftijd.

## Politiek
In 1968 werd Hussain lid van de Muslim League, toen onder leiding van Nurul Amin. Na de breuk binnen de partij werd hij in 1993 lid van de oppositiepartij en opvolger Pakistan Muslim League (N), onder leiding van Nawaz Sharif die kort daarvoor was ontslagen als premier. Hussain organiseerde diverse demonstraties in zijn provincie Sind. Vervolgens werd hij daar benoemd tot finance secretary van de lokale partij-afdeling.
In juni 1999 werd Hussain benoemd tot gouverneur van Sind, maar al op 12 oktober werd zijn termijn beëindigd door de militaire coup d'état van 1999. Hij sprak zich uit tegen het militaire regime van Pervez Musharraf, en werd door de regering gevangen gezet. Hiermee won hij democratische geloofwaardigheid, en daarnaast was hij weinig omstreden.
Hij was loyaal aan premier Nawaz Sharif en werd, inmiddels een van de vicevoorzitters van de PML(N), in 2013 als de kandidaat van de PML(N) met ruime meerderheid (432 tegen 77 stemmen) gekozen als president van Pakistan. Hij legde op 9 september 2013 de eed af. Als president probeerde hij niet te veel op te vallen en zich boven de partijen op te stellen.
Na een presidentschap van vijf jaar besloot Hussain zich bij de presidentsverkiezingen van 2018 niet beschikbaar te stellen voor een tweede ambtstermijn. Hij werd opgevolgd door Arif Alvi.
Iskandar Mirza · Mohammed Ayub Khan · Yahya Khan · Zulfikar Ali Bhutto · Fazal Ilahi Chaudhry · Mohammed Zia-ul-Haq · Ghulam Ishaq Khan ·
Wasim Sajjad · Farooq Leghari · Wasim Sajjad · Mohammed Rafiq Tarar · Pervez Musharraf · Mohammed Mian Soomro · Asif Ali Zardari · Mamnoon Hussain · Arif Alvi ·
Asif Ali Zardari
- International Standard Name Identifier: 0000 0000 5342 0755
- Library of Congress Control Number: no2004045594
- Virtual International Authority File: 2177056
- WorldCat: E39PBJcgwBY86MCBBwCwFvVpyd